# XXVII legislatura del Regno d'Italia
La XXVII legislatura del Regno d'Italia ebbe inizio il 24 maggio 1924 e si concluse il 21 gennaio 1929.
Il 9 novembre 1926 la Camera dei deputati deliberò la decadenza dei 123 deputati aventiniani.

## Governi
Governi formati dai Presidenti del Consiglio dei ministri su incarico reale.
1. Governo Mussolini (30 ottobre 1922 - 25 luglio 1943), presidente Benito Mussolini (PNF)
  - Composizione del governo: PNF

## Parlamento

### Camera dei Deputati
- Presidente
  - Alfredo Rocco, dal 24 maggio 1924 al 5 gennaio 1925
  - Antonio Casertano, dal 13 gennaio 1925 al 25 gennaio 1929

Nella legislatura la Camera tenne 215 sedute.

### Senato del Regno
- Presidente
  - Tommaso Tittoni, dal 24 maggio 1924 al 21 gennaio 1929

Nella legislatura il Senato tenne 215 sedute.